# Агуас-Вермельяс
Агуас-Вермельяс (порт. Águas Vermelhas) — муниципалитет в Бразилии, входит в штат Минас-Жерайс. Составная часть мезорегиона Север штата Минас-Жерайс. Входит в экономико-статистический  микрорегион Салинас. Население составляет 13 070 человек на 2006 год. Занимает площадь 1257,601 км². Плотность населения — 10,4 чел./км².

## История
Город основан 30 декабря 1962 года. 

## Статистика
- Валовой внутренний продукт на 2003 год составляет 35 919 845,00 реалов (данные: Бразильский институт географии и статистики).
- Валовой внутренний продукт на душу населения на 2003 год составляет 2868,31 реалов (данные: Бразильский институт географии и статистики).
- Индекс развития человеческого потенциала на 2000 год составляет 0,628 (данные: Программа развития ООН).